# قسم سياهو الريفي (مقاطعة بندر عباس)
قسم سیاهو الريفي (بالفارسية: دهستان سیاهو) هي منطقة ريفية تقع في إيران في ناحية فين. يقدر عدد سكانها بـ 8,342 نسمة .